# Nuoto ai campionati europei di nuoto 2016 - 1500 metri stile libero maschili
La gara dei 1500 metri stile libero maschili degli Europei 2016 si è svolta il 17 e 18 maggio 2016. Le batterie si sono svolte al mattino del 17 e la finale nel pomeriggio del giorno successivo.

## Podio
| Pos.    | Atleta               | Nazione |
| ------- | -------------------- | ------- |
| Oro     | Gregorio Paltrinieri | Italia  |
| Argento | Gabriele Detti       | Italia  |
| Bronzo  | Mychajlo Romančuk    | Ucraina |

## Record
Prima della manifestazione il record del mondo (RM), il record europeo (EU) e il record dei campionati (RC) erano i seguenti.
| Record mondiale       | 14'31"02 | Sun Yang             | 4 agosto 2012 Londra   |
| Record europeo        | 14'39"67 | Gregorio Paltrinieri | 8 agosto 2015 Kazan'   |
| Record dei campionati | 14'39"93 | Gregorio Paltrinieri | 20 agosto 2014 Berlino |

Durante la competizione sono stati migliorati i seguenti record:
| Data      | Evento | Atleta               | Nazione | Tempo    | Record |
| --------- | ------ | -------------------- | ------- | -------- | ------ |
| 18 maggio | Finale | Gregorio Paltrinieri | Italia  | 14'34"04 | ,      |

## Risultati

### Batterie
| Pos. | Batteria | Corsia | Atleta               | Nazionalità   | Tempo    | Note |
| ---- | -------- | ------ | -------------------- | ------------- | -------- | ---- |
| 1    | 4        | 4      | Gregorio Paltrinieri | Italia        | 14'46"81 | Q    |
| 2    | 3        | 4      | Gabriele Detti       | Italia        | 14'58"56 | Q    |
| 3    | 3        | 2      | Jan Micka            | Rep. Ceca     | 14'58"62 | Q    |
| 4    | 4        | 6      | Mychajlo Romančuk    | Ucraina       | 14'59"13 | Q    |
| 5    | 4        | 5      | Henrik Christiansen  | Norvegia      | 15'00"27 | Q    |
| 6    | 4        | 7      | Serhiy Frolov        | Ucraina       | 15'02"33 | Q    |
| 7    | 3        | 5      | Gergely Gyurta       | Ungheria      | 15'05"34 | Q    |
| 8    | 3        | 1      | Wojciech Wojdak      | Polonia       | 15'06"56 | Q    |
| 9    | 4        | 0      | Joris Bouchaut       | Francia       | 15'07"41 |      |
| 10   | 4        | 9      | Antonio Arroyo       | Spagna        | 15'07"71 |      |
| 11   | 4        | 1      | Ruwen Straub         | Germania      | 15'08"11 |      |
| 12   | 3        | 3      | Timothy Shuttleworth | Gran Bretagna | 15'08"84 |      |
| 13   | 4        | 2      | Daniel Jervis        | Gran Bretagna | 15'09"69 |      |
| 14   | 4        | 3      | Stephen Milne        | Gran Bretagna | 15'09"73 |      |
| 15   | 3        | 0      | Marc Sánchez         | Spagna        | 15'10"06 |      |
| 16   | 3        | 9      | Kristóf Rasovszky    | Ungheria      | 15'11"34 |      |
| 17   | 3        | 8      | Anton Ipsen          | Danimarca     | 15'11"91 |      |
| 18   | 3        | 7      | Richard Nagy         | Slovacchia    | 15'16"17 |      |
| 19   | 2        | 1      | Nezir Karap          | Turchia       | 15'16"29 |      |
| 20   | 3        | 6      | Pál Joensen          | Fær Øer       | 15'16"44 |      |
| 21   | 2        | 4      | Martin Bau           | Slovenia      | 15'16"71 |      |
| 22   | 2        | 3      | Marc Hinawi          | Israele       | 15'19"28 |      |
| 23   | 2        | 7      | Victor Johansson     | Svezia        | 15'20"44 |      |
| 24   | 2        | 2      | Filip Zaborowski     | Polonia       | 15'20"68 |      |
| 25   | 4        | 8      | Nicolas D'Oriano     | Francia       | 15'25"80 |      |
| 26   | 2        | 5      | Lander Hendrickx     | Belgio        | 15'25"90 |      |
| 27   | 2        | 6      | Vuk Čelić            | Serbia        | 15'31"65 |      |
| 28   | 2        | 9      | Ediz Yıldırımer      | Turchia       | 15'34"16 |      |
| 29   | 1        | 4      | Truls Wigdel         | Norvegia      | 15'36"78 |      |
| 30   | 1        | 3      | Roman Dmitriyev      | Rep. Ceca     | 15'36"81 |      |
| 31   | 1        | 5      | Grega Popović        | Slovenia      | 15'41"01 |      |
| 32   | 2        | 8      | Ján Kútnik           | Rep. Ceca     | 15'50"53 |      |
| 33   | 2        | 0      | Oli Mortensen        | Fær Øer       | 16'24"42 |      |
| 34   | 1        | 2      | Franc Aleksi         | Albania       | 16'36"10 |      |
| 35   | 1        | 6      | Andrej Stojanoski    | Macedonia     | 17'24"96 |      |

### Finale
| Pos. | Corsia | Atleta               | Nazionalità | Tempo    | Note                                   |
| ---- | ------ | -------------------- | ----------- | -------- | -------------------------------------- |
|      | 4      | Gregorio Paltrinieri | Italia      | 14'34"04 | Record europeo · Record dei campionati |
|      | 5      | Gabriele Detti       | Italia      | 14'48"75 |                                        |
|      | 6      | Mychajlo Romančuk    | Ucraina     | 14'50"33 |                                        |
| 4    | 1      | Gergely Gyurta       | Ungheria    | 14'57"06 |                                        |
| 5    | 3      | Jan Micka            | Rep. Ceca   | 14'58"73 |                                        |
| 6    | 8      | Wojciech Wojdak      | Polonia     | 14'59"66 |                                        |
| 7    | 2      | Henrik Christiansen  | Norvegia    | 15'04"60 |                                        |
| 8    | 7      | Serhiy Frolov        | Ucraina     | 15'05"05 |                                        |